# Diva of Finland
Pour plus de détails, voir Fiche technique et Distribution.
Diva of Finland est un film finlandais réalisé par Maria Veijalainen, sorti en 2019.

## Synopsis
Henna, 18 ans, espionne Silja, dont elle est jalouse. Ce faisant, elle tombe d'un arbre et devient aveugle. Quand elle recouvre la vue, elle ne le dit à personne.

## Fiche technique
- Titre : Diva of Finland
- Réalisation : Maria Veijalainen
- Scénario : Maria Veijalainen
- Musique : Risto Ylihärsilä
- Photographie : Joonas Pulkkanen
- Montage : Katja Pällijeff
- Production : Mika Ritalahti et Nico Ritalahti
- Société de production : Silva Mysterium Oy et Evil Doghouse Lillehammer
- Pays :  Finlande et  Norvège
- Genre : Comédie dramatique
- Durée : 91 minutes
- Dates de sortie : 
  -  Finlande : 11 octobre 2019

## Distribution
- Suvi-Tuuli Teerinkoski : Henna
- Linda Manelius : Silja
- Jutta Myllykoski : Iris
- Sonja Sippala : Ii
- Mikko Neuvonen : Sami
- Miko Kontturi : Ilipo
- Janica Keränen : Janna
- Merja Pietilä : la mère de Henna
- Aki Pelkonen : le père de Henna
- Aatu Kärkkäinen : Henkka
- Meri Nenonen : la mère de Silja
- Lauri Tilkanen : Herman Blade

## Distinctions
Le film a été nommé pour trois Jussis.